# Лудвиг (Анхалт-Кьотен)
Вижте пояснителната страница за други личности с името Лудвиг.
Лудвиг II Август Карл Фридрих Емил фон Анхалт-Кьотен (на немски: Ludwig II. August Karl Friedrich Emil von Anhalt-Köthen; * 20 септември 1802, Кьотен; † 18 декември 1818, Лайпциг) от династията Аскани, е херцог на Анхалт-Кьотен (1812 – 1818). Понеже е малолетен той е до смъртта си под опекунството на роднините си от линията Десау.

## Живот
Син е на принц Лудвиг фон Анхалт-Кьотен (1778 – 1802) и принцеса Луиза Каролина фон Хесен-Дармщат (1779 – 1811), дъщеря на Лудвиг I фон Хесен-Дармщат, велик херцог на Хесен и при Рейн.
От 1802 до 1818 г. Лудвиг Август е под опекунството на княз Алексиус Фридрих фон Анхалт-Бернбург. През 1812 г. той наследява бездетния си чичо си Август Кристиан фон Анхалт-Кьотен (1769 – 1812) и е под опекунството на княз Леополд III Фридрих Франц фон Анхалт-Десау.
Лудвиг Август умира неженен и бездетен на 16 години и е погребан в княжеската гробница в църквата „Св. Якоб“ в Кьотен. Наследен е от братовчед му Фридрих Фердинанд от страничната линия Анхалт-Кьотен-Плес.